# 에스타디오 토마스 아돌포 두코
에스타디오 토마스 아돌포 두코(Estadio Tomás Adolfo Ducó)는 아르헨티나 부에노스 아이레스의 파르케 파트리시오스 지역에 있는 축구 경기장이다. 아르헨티나 프리메라 디비시온 CA 우라칸의 홈구장으로 사용되며, 엘 팔라시오(El Palacio, 궁전)라는 별명을 갖고 있다.

## 역사
1939년 4월 23일 경기장 건립 위원회에서 알코르타 거리와 루나거리 사이(Av. Alcorta y Luna)의 땅을 임대하였고, 그 곳에 경기장을 짓기로 했다. 당시 돈으로 70만 페소의 정부지원을 받아 1941년 10월 26일 건설을 시작했는데, 클럽에서는 건설 속도를 빨리하기 위해 1942년 1,553,472 페소를 예산을 더 확보했고 1943년 8월 10일 드디어 관중석이 만들어졌다.
이 경기장에서 치른 첫 경기는 1947년 9월 7일 보카 주니어스와의 경기였는데, 이때 우라칸은 보카를 4:3으로 꺾었다. 하지만, 경기장의 공식 개장 행사는 1949년 11월 11일이었다. 개장 경기 상대는 우루과이 리그의 페냐롤이었으며, 우라칸은 역시 4:1로 이겼다.

## 교통
- 버스(콜렉티보) : 6, 9, 25, 28, 37, 46, 50, 59, 118, 133, 134, 143, 150, 188번
- 철도 : estación Buenos Aires (línea Belgrano Sur)
- 지하철 : estación Caseros (línea H) (2007년 10월 개통)

## 갤러리

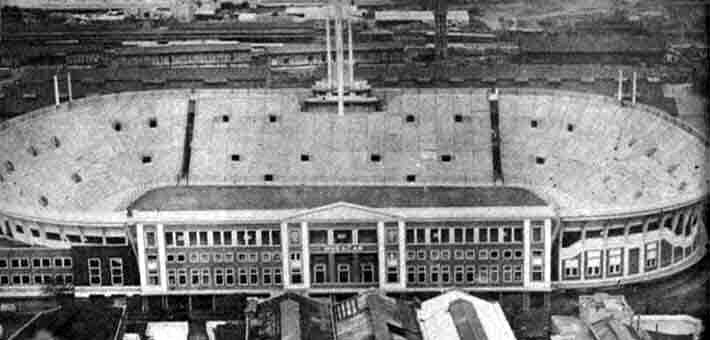
개장 직전 경기장 모습 (1949.11.11.)
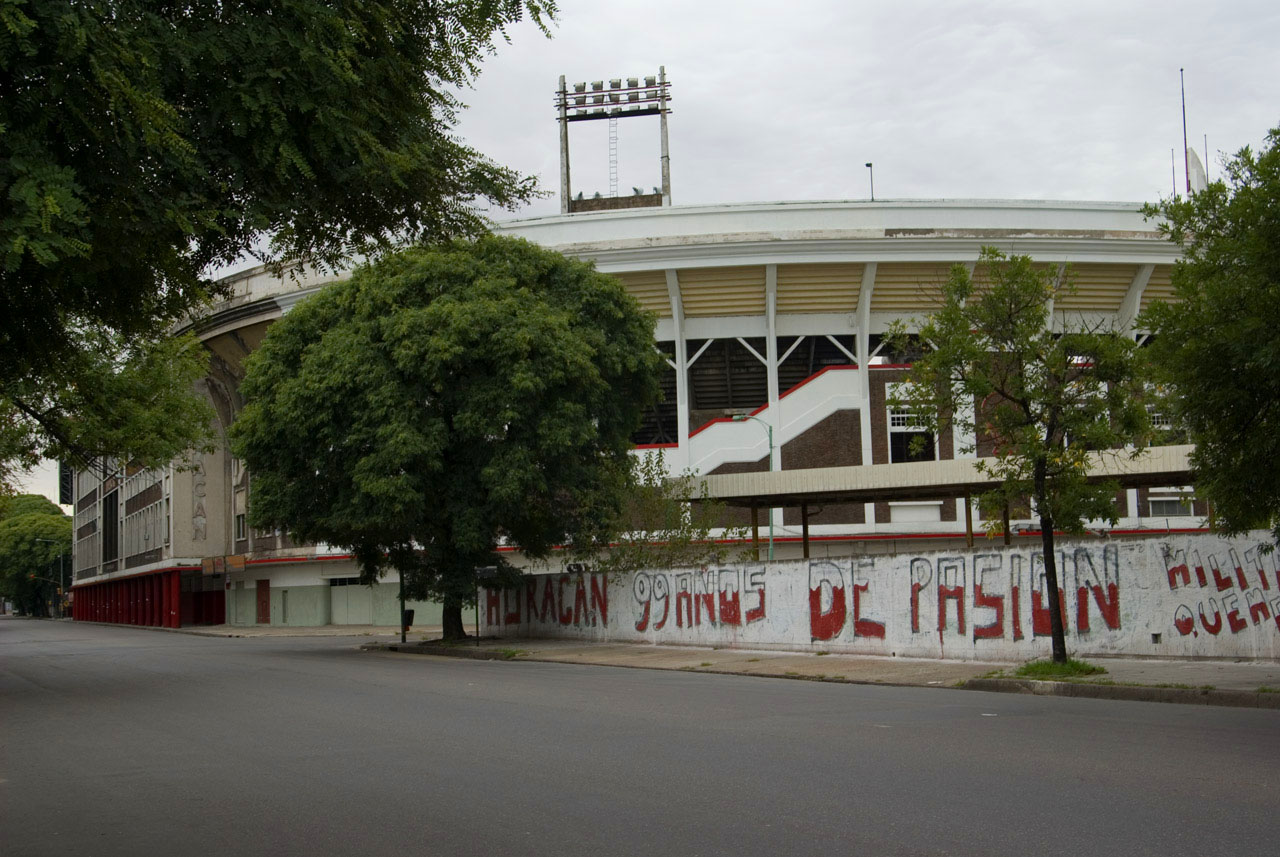
알코르타/루나 거리 교차로에서 본 경기장 모습